# Disney Channel
Disney Channel je přední světová kabelová televizní stanice specializující se na televizní programy pro děti. Vlastníkem stanice je americká společnost The Walt Disney Company. I přesto, že stanice byla určena převážně pro děti, v posledních letech různorodost diváků vzrostla o starší publikum, kterým jsou většinou teenageři.

## Historie
Disney Channel byl založen v roce 1982 pod vedením svého prvního prezidenta Alana Wagnera. Prvním programem byl seriál Good Morning, Mickey!. Stanice dále vysílala seriály jako Welcome to Pooh Corner a You and Me Kid. V dubnu 1989 začala stanice vysílat seriál The All-New Mickey Mouse Club (později znám jako MMC), ve kterém se objevily hvězdy jako Christina Aguilera, Britney Spears, Ryan Gosling a Justin Timberlake. V lednu 2010 vyhrála první cenu Daytime Emmy za televizní film Hledání zázraků.
V roce 2003 měl na stanici premiéru první televizní muzikálový film Gepardí kočky. Díky úspěchu filmu stanice později vytvořila další muzikálové filmy Muzikál ze střední (2006) a seriál Hannah Montana (2006), ve kterém zahájila svojí kariéru Miley Cyrus. V roce 2007 měl premiéru film Muzikál ze střední 2 a začal se vysílat seriál Kouzelníci z Waverly, díky kterému se proslavila Selena Gomez.
V roce 2008 měl premiéru film Camp Rock a Gepardí kočky 3: Jeden svět. Kvůli úspěchům Demi Lovato a Jonas Brothers, kteří si zahráli ve filmu Camp Rock začali se vysílat seriály Jonas a Sonny ve velkém světě. V srpnu měl premiéru film Kouzelníci z Waverly- Film.
V roce 2010 stanice začala vysílat seriál Hodně štěstí, Charlie a premiéru měl film Camp Rock 2: Velký koncert. Po skončení seriálů Hannah Montana, Sladký život na palubě a Sonny ve velkém světě, vznikl seriál So Random!. Další čtyři seriály měli premiéru v roce 2012: Farma Rak, Austin a Ally, Jessie a Prankstars.

## Aktuální programy
Mezi vysílané seriály současnosti patří:
- Liv a Maddie (19. července 2013)
- Riley ve velkém světě (27. června 2014)
- Tajný život K.C. (18. ledna 2015)
- Kámošky s časem (26. června 2015)
- Táborníci z Kikiwaka (31. července 2015)
- Život uprostřed (14. února 2016)

- Mickey Mouse (28. června 2013)
- Následníci: Kouzelný svět (18. září 2015)

## Pokrytí

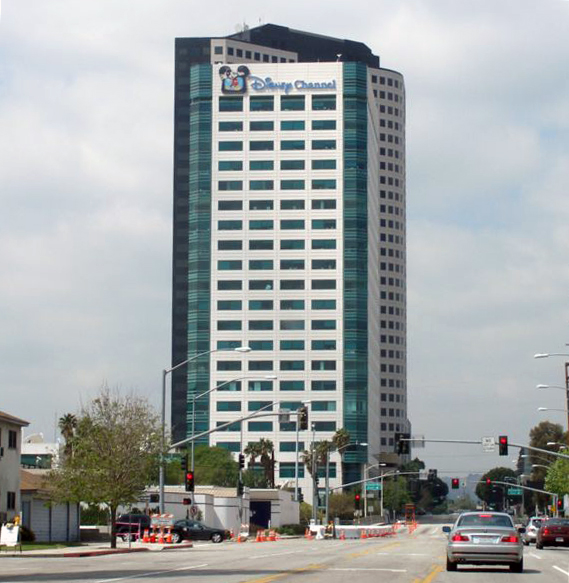
Sídlo TV - Burbank, Kalifornie

### Amerika
- Brazílie
- Latinská Amerika – Disney Channel (Latinská Amerika)
- Kanada
- USA
- Mexiko
- Argentina

### Evropa
- Disney Channel (Evropa)
- Belgie
- Bulharsko
- Česko – Disney Channel (Česko)
- Dánsko
- Finsko
- Francie
- Itálie
- Maďarsko
- Německo
- Nizozemsko
- Norsko
- Polsko
- Portugalsko
- Rumunsko
- Rusko
- Slovensko
- Spojené království
- Španělsko
- Švédsko
- Turecko

### Asie a Pacifik
- Austrálie
- Čína
- Hongkong
- Indie
- Japonsko
- Korea
- Střední východ
- Tchaj-wan
- Vietnam

### Afrika
- Jihoafrická republika

### Vznikající stanice
V květnu 2009 oznámil Disney spuštění vysílání Disney Channel v Maďarsku, Rumunsku, České republice, Slovensku a Bulharsku, což znamená rozšíření distribuce v tomto regionu do 12 milionů domácností.